# Liste der Baudenkmale in Mühlenbecker Land
In der Liste der Baudenkmale in Mühlenbecker Land sind alle Baudenkmale der brandenburgischen Gemeinde Mühlenbecker Land und ihrer Ortsteile aufgelistet. Grundlage ist die Veröffentlichung der Landesdenkmalliste mit dem Stand vom 31. Dezember 2020.

## Baudenkmale in den Ortsteilen
In den Spalten befinden sich folgende Informationen:
- ID-Nr.: Die Nummer wird vom Brandenburgischen Landesamt für Denkmalpflege vergeben. Ein Link hinter der Nummer führt zum Eintrag über das Denkmal in der Denkmaldatenbank. In dieser Spalte kann sich zusätzlich das Wort Wikidata befinden, der entsprechende Link führt zu Angaben zu diesem Denkmal bei Wikidata.
- Lage: die Adresse des Denkmales und die geographischen Koordinaten. Link zu einem Kartenansichtstool, um Koordinaten zu setzen. In der Kartenansicht sind Denkmale ohne Koordinaten mit einem roten beziehungsweise orangen Marker dargestellt und können in der Karte gesetzt werden. Denkmale ohne Bild sind mit einem blauen bzw. roten Marker gekennzeichnet, Denkmale mit Bild mit einem grünen beziehungsweise orangen Marker.
- Bezeichnung: Bezeichnung in den offiziellen Listen des Brandenburgischen Landesamtes für Denkmalpflege. Ein Link hinter der Bezeichnung führt zum Wikipedia-Artikel über das Denkmal.
- Beschreibung: die Beschreibung des Denkmales
- Bild: ein Bild des Denkmales und gegebenenfalls einen Link zu weiteren Fotos des Baudenkmals im Medienarchiv Wikimedia Commons

### Mühlenbeck
| ID-Nr.   | Lage                         | Bezeichnung                                                                  | Beschreibung | Bild                                                                        |
| -------- | ---------------------------- | ---------------------------------------------------------------------------- | --- | --------------------------------------------------------------------------- |
| 09165786 | Bergfelder Straße 44 (Lage)  | Wohnhaus                                                                     | Eingeschossiger Ziegelbau mit Krüppelwalmdach außerhalb des Ortskerns liegend. Datiert auf 1930/1935. | Wohnhaus                                                                    |
| 09165494 | Birkenwerder Straße 4 (Lage) | Pfarrgehöft, bestehend aus Pfarrhaus und Nebengebäude                        | | Pfarrgehöft, bestehend aus Pfarrhaus und Nebengebäude                       |
| 09166113 | Buchhorster Straße 20 (Lage) | Mehrfamilienwohnhaus mit Nebengebäude und Pflasterung der Hofzufahrt         | | Mehrfamilienwohnhaus mit Nebengebäude und Pflasterung der Hofzufahrt        |
| 09165294 | Hauptstraße (Lage)           | Dorfkirche                                                                   | Die Backsteinkirche wurde auf einem Feldsteinunterbau von 1870 bis 1871 im Stil der Stüler-Schule errichtet. Der Saalbau hat eine Halbkreisapsis und einen Westturm. Im Inneren befinden sich an den Längswänden biblische Darstellungen.                               | weitere Bilder                                                              |
| 09166012 | Hauptstraße (Lage)           | Gefallenendenkmal                                                            | Das Denkmal, ein Monument aus Granit, steht auf dem Dorfanger. Es trägt die Aufschrift „Unseren Helden 1914–1918“. Darunter befindet sich eine, nachträglich nach dem Zweiten Weltkrieg angebrachte Metallplatte mit der Aufschrift: „Den Opfern von Krieg und Gewalt“. | weitere Bilder                                                              |
| 09165068 | Hauptstraße (Lage)           | Gedenkstein für die Opfer des Faschismus (OdF), gegenüber von Hauptstraße 14 | Der Gedenkstein steht auf dem Dorfanger rechts neben dem Gefallenendenkmal. Er trägt das Symbol der Vereinigung der Verfolgten des Naziregimes und daneben die Inschrift „Ruhm und Ehre den Kämpfern gegen Faschismus“.                                                 | weitere Bilder                                                              |
| 09165347 | Hauptstraße 19 (Lage)        | Käthe-Kollwitz-Schule (ehemalige Gemeindeschule)                             | Das 1906 errichtete Gebäude ist heute als Grundschule Teil der Käthe-Kollwitz-Gesamtschule | Käthe-Kollwitz-Schule (ehemalige Gemeindeschule)                            |
| 09165355 | Liebenwalder Straße 1 (Lage) | Rathaus                                                                      | Im Jahre 1935 im Stil des Neuen Bauens errichtet. | Rathaus                                                                     |
| 09165106 | Mönchmühlenallee 3 (Lage)    | Mönchmühle mit Mühlentechnik                                                 | Älteste Wassermühle des Landes Brandenburg. Um 1230 von Zisterzienserbrüdern des Klosters Lehnin errichtet. Neues Wasserrad seit 7. April 2012 | weitere Bilder                                                              |
| 09165067 | Schönfließer Straße (Lage)   | Grabstätte für neun Kinder polnischer Zwangsarbeiterinnen, auf dem Friedhof  | | Grabstätte für neun Kinder polnischer Zwangsarbeiterinnen, auf dem Friedhof |
| 09165867 | Schönfließer Straße (Lage)   | Friedhofskapelle                                                             | | Friedhofskapelle                                                            |
| 09165868 | Schönfließer Straße (Lage)   | Grabdenkmal für Anneliese Juch, auf dem Friedhof                             | | Grabdenkmal für Anneliese Juch, auf dem Friedhof                            |

### Schildow
| ID-Nr.   | Lage                                  | Bezeichnung                                          | Beschreibung | Bild               |
| -------- | ------------------------------------- | ---------------------------------------------------- | --- | ------------------ |
| 09166009 | Amselweg 2 (Lage)                     | Wohnhaus                                             | Auf einem Ziegelsockel in den Jahren 1933-1934 errichteter eingeschossiger Holzbau mit Satteldach.                                         | Wohnhaus           |
| 09165540 | Bahnhofstraße 4 (Lage)                | Bahnhofempfangsgebäude mit Dienstraum und Güterboden | | weitere Bilder     |
| 09165308 | Breite Straße 10 (Lage)               | Wohnhaus                                             | | Wohnhaus           |
| 09165788 | Hauptstraße 1 (Lage)                  | Wohnhaus                                             | Das Haus an der Bundesstraße am südlichen Ortseingang wurde um 1850 erbaut. Es ist ein einstöckiger, neunachsiger Bau mit Krüppelwalmdach. | Wohnhaus           |
| 09165307 | Hauptstraße 11 / Breite Straße (Lage) | Dorfkirche                                           | 1896 bis 1897 im neugotischen Stil nach Plänen von Ludwig von Tiedemann errichteter Backsteinbau.                                          | weitere Bilder     |
| 09165872 | Hermsdorfer Straße 85 (Lage)          | Wohnhaus                                             | Dieses Haus zählt zu den knapp 40 erhaltenen Kupferhäusern, die um 1930 von der Firma Hirsch aus Eberswalde konstruiert wurden.            | weitere Bilder     |
| 09165569 | Schönfließer Straße 5 (Lage)          | Aufenthaltsgebäude                                   | Eingeschossiger Ziegelbau mit Satteldach. Datiert auf nach 1906.                                                                           | Aufenthaltsgebäude |

### Schönfließ
| ID-Nr.            | Lage                       | Bezeichnung                        | Beschreibung | Bild                               |
| ----------------- | -------------------------- | ---------------------------------- | --- | ---------------------------------- |
| 09165119 Wikidata | Am Anger 5 (Lage)          | Dorfkirche                         | Die evangelische Kirche stammt aus der zweiten Hälfte des 13. Jahrhunderts. Der Turm wurde von 1877 bis 1878 hinzugefügt. Die Innenausstattung stammt aus der Barockzeit, die Patronatsloge ist um 1710 entstanden. | weitere Bilder                     |
| 09165360          | Dorfstraße 1 (Lage)        | Verwalterhaus des Gutes Schönfließ | | Verwalterhaus des Gutes Schönfließ |
| 09165871          | Glienicker Chaussee (Lage) | Gedenkstein für Achaz von Veltheim | Inschrift: Achaz / von Veltheim / den 1ten Juni 1864 Siehe, Gott ist mein Heil, ich bin sicher / und fürchte mich nicht. / Jes. 12.2 Unsres Herzens Freude / hat ein Ende, / die Krone unsres Hauptes / ist abgefallen, / Klg. Jer. 5.15 Fürchte Dich nicht, / denn ich habe Dich erlöset, / ich habe dich / bei Deinem Namen gerufen, / Du bist mein. / Jes. 43.1 | Gedenkstein für Achaz von Veltheim |

### Summt
| ID-Nr.   | Lage                             | Bezeichnung                | Beschreibung | Bild                       |
| -------- | -------------------------------- | -------------------------- | --- | -------------------------- |
| 09165419 | Dammsmühler Straße 4b, 4d (Lage) | Gutshaus & Inspektorenhaus | Gutshaus (Nr. 4d): eingeschossiger siebenachsiger verputzter Ziegelbau mit Satteldach, datiert auf 1870/1880. Auf der nördlichen Hofseite liegend. Inspektorenhaus (Nr. 4b): eingeschossiger verputzter Ziegelbau mit Satteldach, datiert auf 1870/1880. Auf der östlichen Hofseite liegend. | Gutshaus & Inspektorenhaus |

### Zühlsdorf
| ID-Nr.   | Lage                  | Bezeichnung                                          | Beschreibung | Bild           |
| -------- | --------------------- | ---------------------------------------------------- | --- | -------------- |
| 09165202 | Am Bahnhof (Lage)     | Bahnhofsempfangsgebäude mit angebautem Güterschuppen | Der Bahnhof an der Strecke der Heidekrautbahn ging 1901 in Betrieb. Waren die Räumlichkeiten lange ungenutzt, befindet sich seit März 2013 in dem Gebäude eine Ausflugsgaststätte (Stand Februar 2025). | weitere Bilder |
| 09165553 | Dorfstraße 34b (Lage) | Dorfkirche                                           | Verputzter Fachwerkbau; in den Jahren 1909 bis 1910 auf einem Feldstein-Fundament errichtet. | weitere Bilder |

## Ehemalige Baudenkmale
| ID-Nr. | Lage                  | Bezeichnung                                  | Beschreibung | Bild               |
| ------ | --------------------- | -------------------------------------------- | ------------ | ------------------ |
|        | Birkenwerderstraße () | Sowjetischer Ehrenfriedhof, auf dem Friedhof |              | ein Bild hochladen |